# Stazione di Telecom Center
La Stazione di Telecom Center (テレコムセンター駅?, Terekomu Sentā-eki) è una stazione ferroviaria di Tokyo, si trova sull'isola di Odaiba nel quartiere di Kōtō e serve il people mover Yurikamome.

## Linee

### People Mover
- Yurikamome